# Boliviataggstjärt
Boliviataggstjärt (Cranioleuca henricae) är en fågel i familjen ugnfåglar inom ordningen tättingar.

## Utseende och läte
Boliviataggstjärten är en 14,5 cm lång rödbrun och olivgrå taggstjärt med vitaktigt ögonbrynsstreck. Den är rödbrun på hjässa, vingar och stjärt med olivbrunt på nacke, mantel och övergump. Det tydliga ögonbrynsstrecket sträcker sig från tygeln till bakre delen av hjässan. Undersidan är grå, inklusive ansiktet, dock med olivgrön anstrykning på undergump och bakre delen av flankerna. Benen är gröngula, näbben skäraktig med sotfärgad kulmen och spets.
Sången finns i två varianter, en lång och en kort, i accelererande och fallande serier upp till 13,5 sekunder. Bland övriga läten hörs alltifrån enkla till femtoniga ljud.

## Utbredning och status
Fågeln lever i Anderna i norra Bolivia, vid Río La Paz avrinningsområde. Den behandlas som monotypisk, det vill säga att den inte delas in i några underarter.

## Status och hot
Boliviataggstjärten har ett litet utbredningsområde och en mycket liten världspopulation bestående av uppskattningsvis endast 1500 vuxna individer. Den tros också minska i antal till följd av habitatförlust. Fågeln är därför upptagen på internationella naturvårdsunionen IUCN:s röda lista över hotade arter, kategoriserad som sårbar (VU).

## Taxonomi och namn
Boliviataggstjärten beskrevs taxonomiskt som art så sent som 1997, av holländaren Sjoerd Maijer och norrmannen Jon Fjeldså. Fågelns vetenskapliga artnamn henricae är en hyllning till Sjoerd Maijers mamma Henrica G. van der Werff.